# Zaglyptomorpha daschi
Zaglyptomorpha daschi là một loài tò vò trong họ Ichneumonidae.